# 埃爾姆山 (托特斯山脈)
47°40′25″N 13°57′45″E / 47.673687°N 13.962624°E

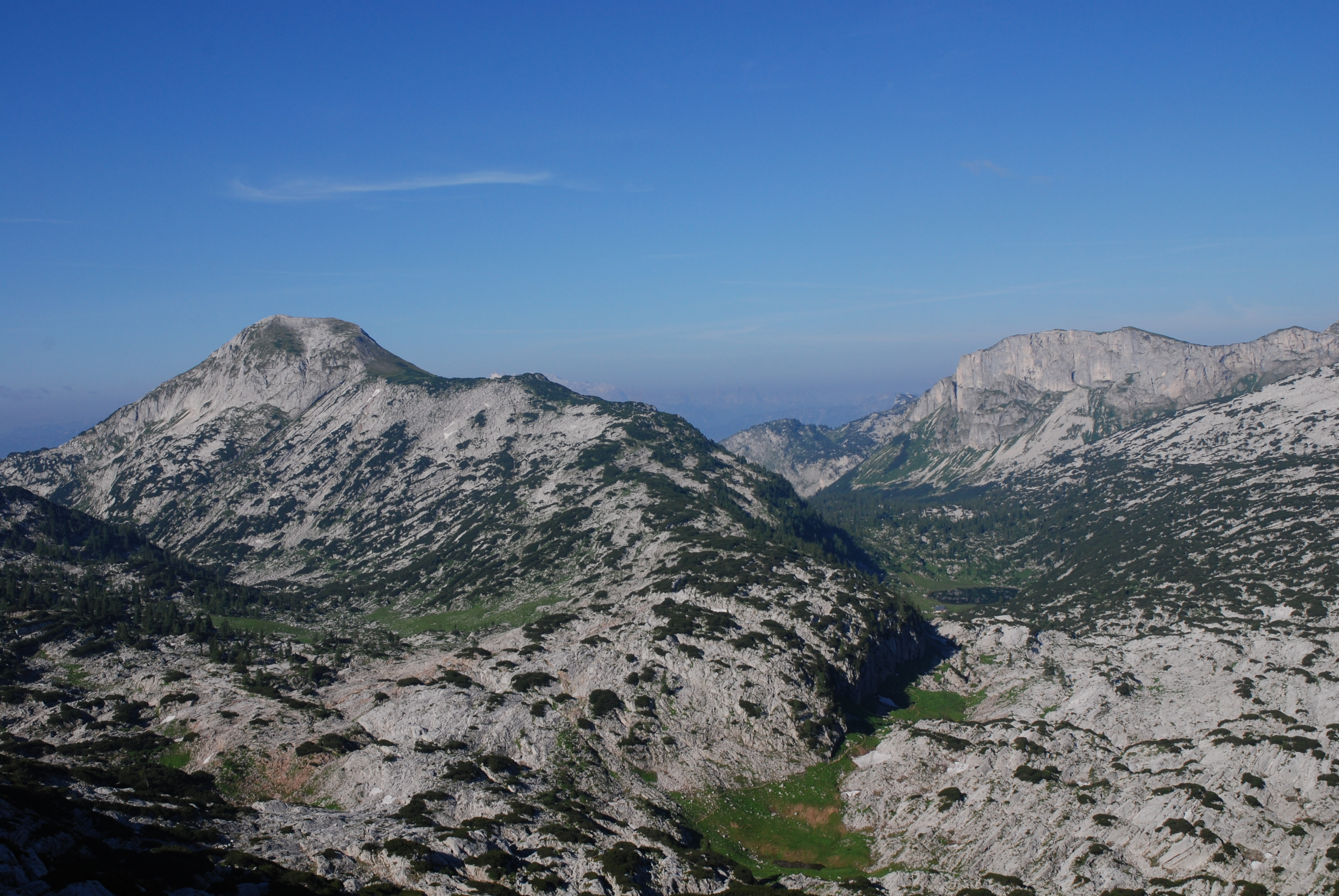

埃爾姆山（德語：Elm），是奧地利的山峰，位於該國東南部，由施泰爾馬克州負責管轄，屬於托特斯山脈的一部分，距離羅特格希爾山3.3公里，海拔高度2,128米，每年平均降雨量1,578毫米。